# Chính sách tài chính và tiền tệ của Nhật Bản
Chính sách tiền tệ liên quan đến quy định, tính khả dụng và chi phí tín dụng, trong khi chính sách tài khóa liên quan đến chi tiêu của chính phủ, thuế và nợ. Thông qua quản lý các lĩnh vực này, Bộ Tài chính quy định việc phân bổ nguồn lực trong nền kinh tế, ảnh hưởng đến phân phối thu nhập và của cải trong công dân, ổn định mức độ hoạt động kinh tế và thúc đẩy tăng trưởng kinh tế và phúc lợi.
Bộ Tài chính đóng một vai trò quan trọng trong tăng trưởng kinh tế sau chiến tranh của Nhật Bản. Nó ủng hộ cách tiếp cận "tăng trưởng trước tiên", với tỷ lệ chi tiêu chính phủ cao cho tích lũy vốn và chi tiêu tối thiểu của chính phủ nói chung, giúp giảm cả thuế và chi tiêu thâm hụt, tạo thêm tiền cho đầu tư tư nhân. Hầu hết người Nhật bỏ tiền vào tài khoản tiết kiệm, chủ yếu là tiết kiệm bưu điện.